# Ван Звам, Джованни
Джованни ван Звам (нидерл. Giovanni van Zwam; род. 2 января 2004, Эде, Гелдерланд) — нидерландский футболист, защитник клуба «Витесс».

## Клубная карьера
Ван Звам — воспитанник клубов ВАВВ, НЕК и «Витесс». В 2023 году в матче против ПСВ он дебютировал в Эредивизи в составе последних, заменив во втором тайме Амина Бутру.